# Neopolyptychus consimilis
Neopolyptychus consimilis là một loài bướm đêm thuộc họ Sphingidae. Loài này có ở Savanna từ miền nam Sudan to the Congo.
Sải cánh dài khoảng 30 mm đối với con đực.